# Die Monster AG
Die Monster AG (Originaltitel: Monsters, Inc.) ist ein 2001 erschienener computeranimierter Kinofilm von den Pixar Animation Studios in Zusammenarbeit mit Disney. Der Film legte in seiner ersten Woche mit einem Einspielergebnis von mehr als 62 Millionen US-Dollar den bis dahin besten Start eines Animationsfilmes hin. Insgesamt brachte der Film mehr als 561 Millionen US-Dollar in die Kassen und ist damit der zehnterfolgreichste Film unter den komplett am Computer animierten Filmen (Stand: Dezember 2015).

## Handlung
James P. „Sulley“ Sullivan, ein haariger, blauer Hüne, und sein bester Freund Michael „Mike“ Glotzkowski (im Original Wazowski), ein giftgrüner Augapfel auf zwei Beinen, sind Monster. Sie arbeiten zusammen in der Monster AG, einem Energielieferanten in Monstropolis.
Sulley und Mike beherrschen ihr Fach perfekt. Sie erschrecken Menschenkinder in der Nacht, um durch deren markerschütternde Schreie Energie zu erzeugen, die in Behältern aufgefangen wird und der Energieversorgung von Monstropolis zugutekommt. Jedoch wird ein körperlicher Kontakt mit Menschen als gefährlich angesehen. Derart „kontaminierte“ Monster müssen mit harten Dekontaminationsmaßnahmen rechnen.
Gerade, als es so aussieht, als würden die beiden erneut den firmeninternen Rekord brechen, dringt durch ein unglückliches Ereignis ein Menschenkind an der Seite von Sulley in Monstropolis ein. Mike und Sulley versuchen, das Kind wieder loszuwerden, ohne Aufmerksamkeit auf sich zu ziehen.
Im Laufe mehrerer vergeblicher Versuche entwickelt Sulley eine herzliche Beziehung zu dem kleinen Mädchen, das er Buh nennt, während Mike rational bleiben möchte. Sulley kann sich schließlich diesbezüglich durchsetzen, sie retten Buh aus einer lebensgefährlichen Lage und bringen sie zurück in ihr Kinderzimmer.
Bezüglich dieser Geschehnisse decken die beiden eine Verschwörung auf, die bis in die oberste Chefetage führt. Das und die guten Erfahrungen mit Buh führen letztlich zu der Reorganisation der Monster AG, die nun Energie aus dem Lachen der Kinder bezieht, welche zehnmal wirksamer ist als die der Schreikraft.

## Produktion und Veröffentlichung
Alle Figuren, Landschaften und Effekte wurden am Computer erstellt. Das Monster Sullivan zum Beispiel hat über 2,3 Millionen Haare. Die Szene in der Türhalle verwendet 35 Millionen individuelle und identifizierbare Türen und eine kilometerlange Beförderungsachterbahn. Während der Produktion am Computer hieß der Film Hidden City (Arbeitstitel) oder Monsters, Incorporated.
Zusätzlich zum Film wurde auch ein Kurzfilm namens Mikes neues Auto produziert. Er wurde im Kino nach dem Hauptfilm gezeigt und wurde auch auf DVD veröffentlicht. Einen Monat nach der Premiere wurde beim Hauptfilm der Abspann ausgetauscht. Im neuen Abspann gab es einen Blooper Reel mit (absichtlich gerenderten) verpatzten Szenen sowie eine Aufführung des Laiendarsteller-Musicals, das von Mike im Film erwähnt wird. Die Version mit diesem Abspann ist bei der 4:3-Fullscreen-DVD-Version zu finden sowie als separates Bonusfeature bei der 2-DVD-Special Edition und bei der Blu-ray. Die Fernsehausstrahlung beinhaltet meistens den Originalabspann, allerdings mit Ton des neuen Abspanns.
Der Film wurde in den Vereinigten Staaten am 2. November 2001 veröffentlicht und kam am 31. Januar 2002 in die deutschen Kinos. Während seiner ursprünglichen Kinoveröffentlichung im Jahr 2001 spielte der Film insgesamt rund 525,4 Mio. US-Dollar (462 Mio. Euro; 433,7 Mio. Schweizer Franken) ein. Davon mit 255,4 Mio. US-Dollar (224,6 Mio. Euro; 210,8 Mio. Schweizer Franken) mehr als die Hälfte allein in Nordamerika (Vereinigte Staaten und Kanada) sowie 14,8 Mio. US-Dollar (13 Mio. Euro; 12,2) in Deutschland und 2,5 Mio. US-Dollar (2,2 Mio. Euro; 2,1) in Österreich. Inflationsbereinigt entspricht das damalige Gesamteinspielergebnis heute etwa einem Gegenwert von 930 Mio. US-Dollar (817,7 Mio. Euro; 767,8).
Im Vorfeld der Vorgeschichte, die 2013 in 3D in die Kinos gekommen ist, wurde auch Monster AG 2012 in Nordamerika (Vereinigte Staaten und Kanada) und einigen Auslandsmärkten in 3D konvertiert noch einmal in die Kinos gebracht. Dabei spielte der Film insgesamt weitere 36,3 Mio. US-Dollar (31,9 Mio. Euro; 30) ein.
Damit erreicht der Film eine nominelles Gesamteinspielergebnis von rund 561,6 Mio. US-Dollar (493,8 Mio. Euro; 463,6 Mio. Schweizer Franken).

## Hintergründe
- Die Sprecherin der Buh, Mary Gibbs, war zu jung, um im Aufnahmestudio zu stehen, stattdessen folgte ihr das Produktionsteam mit dem Mikrofon überall hin und schnitt ihren Text zusammen. Heute betreibt sie einen YouTube-Kanal mit dem Titel Boo Grown Up.
- Viele der Schrecker wurden nach Pixar-Leuten benannt: Daniel R. Gerson, Bob Peterson, Jonas Rivera, Bud Luckey, Joe Ranft u. v. m. Die Figur Randall Boggs wurde nach dem Komponisten des Films, Randy Newman, benannt.
- Das Restaurant Harryhausen’s sollte ursprünglich nach der Kontamination des Menschenkindes in die Luft gesprengt werden. Da der Film kurz nach den Terroranschlägen am 11. September 2001 veröffentlicht wurde, änderte man die Szene. In der Finalfassung wurde das Restaurant in eine grüne Plasmakuppel eingeschlossen.

## Synchronisation
Die Synchronisation fand bei der FFS Film- & Fernseh-Synchron GmbH unter der Dialogregie von Frank Lenart statt, der auch das Dialogbuch schrieb.
Für den Trailer des Films wurde Hartmut Neugebauer als Sprecher von Sulley gewählt, im Film selbst jedoch sprach ihn Reinhard Brock.
| Rolle                      | Original sprecher | Deutscher Sprecher                               |
| -------------------------- | ----------------- | ------------------------------------------------ |
| James P. „Sulley“ Sullivan | John Goodman      | Reinhard Brock (Sprache) Thomas Amper (Gesang) 1 |
| Michael „Mike“ Glotzkowski | Billy Crystal     | Ilja Richter (Sprache & Gesang)                  |
| Buh                        | Mary Gibbs        | Maya McMahon Kim McMahon                         |
| Randall Boggs              | Steve Buscemi     | Martin Semmelrogge                               |
| Henry J. Waternoose III    | James Coburn      | Helmut Krauss                                    |
| Celia                      | Jennifer Tilly    | Sissi Perlinger                                  |
| Rosa                       | Bob Peterson      | Barbara Ratthey                                  |
| Yeti                       | John Ratzenberger | Walter von Hauff                                 |
| Fungus                     | Frank Oz          | Ulrich Frank                                     |
| Thaddeus Bile              | Jeff Pidgeon      | Dominik Auer                                     |
| George Sanderson           | Sam Lord Black    | Thomas Amper                                     |
| Needleman                  | Daniel R. Gerson  | Johannes Raspe                                   |
| Smitty                     | Daniel R. Gerson  | Benedikt Weber                                   |
| Schichtleiter (Harry)      | Steve Susskind    | Michael Rüth                                     |
| Fräulein Burdine Flint     | Bonnie Hunt       | Marina Köhler                                    |

## Vorgeschichte & Serienfortsetzung
Ein zweiter Film kam unter dem Titel Die Monster Uni am 20. Juni 2013 in die deutschen Kinos, er feierte in Nordamerika unter dem Originaltitel Monsters University am 21. Juni 2013 sein Debüt. Der Film erzählt die Vorgeschichte zu „Die Monster AG“ und ist somit das erste Prequel zu einem Pixarfilm. Er schildert das erste Zusammentreffen von Sulley und Mike und das Entstehen ihrer Freundschaft. Regie führte Dan Scanlon (Cars), das Drehbuch stammt von Andrew Stanton (WALL·E – Der Letzte räumt die Erde auf).
Mit Monster bei der Arbeit (Originaltitel Monsters at Work) erschien am 7. Juli 2021 die Serienfortsetzung zum Streaminganbieter Disney+. Die Handlung spielt einen Tag nach Die Monster AG.

## Kritik
„Sehr unterhaltsames, technisch und gestalterisch perfektes computeranimiertes Zeichentrickmärchen voller Witz und Rasanz, das die klassische Mythendramaturgie umdreht und Monster zu liebenswerten Helden macht, die durch ihre plastische Charakterzeichnung überzeugen.“

## Auszeichnungen
- 2002: ASCAP Film and Television Music Award für Randy Newman
- 2002: Oscar in der Kategorie „Bester Song“ für If I Didn’t Have You von Randy Newman
- 2002: BAFTA Award für den „Besten Film“
- 2002: Bogey Award in Silber
- 2002: Hochi Film Award für den „Besten fremdsprachigen Film“
- 2003: Annie Award für Doug Sweetland für eine Außerordentliche Charakteranimation
- 2003: Grammy für den „Besten Song“ für If I Didn’t Have You von Randy Newman
- Der Film wurde außerdem in den Kategorien Bester Animationsfilm, Beste Musik und Bester Tonschnitt für den Oscar nominiert.